# Pierwomajskij (Komi)
Pierwomajskij (ros. Первомайский) – osiedle w Rosji, w Republice Komi, w rejonie sysolskim. W 2010 liczyło 932 mieszkańców.